# Catops alpinus
Catops alpinus är en skalbaggsart som beskrevs av Leonard Gyllenhaal 1827. Catops alpinus ingår i släktet Catops, och familjen mycelbaggar. Arten är reproducerande i Sverige.